# Alan Dale
Alan Dale (Dunedin, 6 de maio de 1947) é um ator da Nova Zelândia.
Dale quando jovem, na década de 60, costuma assistir peças de teatro com a família, o que despertou a paixão pela atuação desde cedo. Também foi jogador de rúgbi e quase seguiu carreira no esporte. Para ele, não era possível conciliar as carreiras de jogador e de ator, pois uma profissão não era bem vista pela outra no meio profissional, o que o forçou a optar pela arte cênica aos 27 anos.
Já no final da década de 70, Dale foi morar na Austrália, onde ficou conhecido e fez sucesso por seus trabalhos. Nos anos 2000, mudou-se para os Estados Unidos, morando até hoje, em Manhattan Beach, Califórnia.
Alan Dale foi casado com Claire Dale (1968 a 1979), com quem teve os filhos Matthew Dale (ator, escritor e cineasta) e Daniel Dale (locutor de rádio). Atualmente, é casado com Tracey Dale, Miss Austrália de 1986 (desde abril de 1990), e juntos tiveram dois filhos, Simon Dale e Nick Dale.
Alan Dale é bem conhecido por diversos trabalhos de cinema e televisão, tendo como um dos mais importantes, o Jim Robinson, papel que fez por oito anos, na longa novela australiana Neighbours (1985). Participou do fenômeno televisivo The O.C., em 2003, interpretando o bilionário Caleb Nichol. No mesmo ano,  interpretou o Diretor de NCIS, Thomas Morrow, na primeira e segunda temporada.
Além disso, em 2004, participa de maneira eventual da série de sucesso Lost interpretando o milionário e sombrio Charles Widmore, que luta para se apropriar da ilha em que a série se desenvolve, travando uma batalha com Benjamin Linus, personagem de Michael Emerson.
Alan Dale participa da premiada série americana Ugly Betty em 2006, como Bradford Meade, dono da Meade Publications.
Atuou também como o General Ross em Indiana Jones e o Reino da Caveira de Cristal.
Dale também é conhecido por seus papéis como Rei George e Albert Spencer na série Once Upon a Time, da ABC.
Atualmente ele participa da série Dynasty, estreado em 2017.